# Brigitte Fontaine
Brigitte Fontaine (Morlaix, 24 giugno 1939) è una cantante, scrittrice, poetessa, autrice, compositrice e interprete francese.

## Biografia
È nata a Morlaix (Finistère) in una famiglia di insegnanti. La sua infanzia, che ella dichiara complessivamente felice, si svolge in piccoli comuni della Finistère, quindi a Morlaix. Col suo bagaglio letterario in tasca, "sale" a Parigi all'età di 17 anni, per fare teatro.
Nel 1963, si rivolge al mondo della canzone e si produce in diverse sale di registrazione parigine. Pubblica due album di fattura pop-jazz, prima di iniziare nel 1969 una lunga collaborazione con il musicista kabyle (si riferisce alla cultura berbera algerina) Areski Belkacem. Quest'ultimo compone tutte le musiche di "Comme à la radio". Registrato con l'Art Ensemble of Chicago, quest'album, che segna una decisa rottura con la canzone francese tradizionale, getta i primi ponti con la world-music. Brigitte Fontaine diventa allora una figura indefinibile dell'underground francese (cfr. Yann Plougastel, La chanson mondiale depuis 1945, éditions Bordas).
In una mezza dozzina di album pubblicati per la maggior parte per Saravah, Brigitte Fontaine esplora differenti mondi poetici. Rinunciando alle rime, utilizzando a volte il parlato, registra allora, con pochissimi mezzi e a volte su due tracce, canzoni che abbordano con humour o gravità, secondo l'umore, temi così diversi come la morte (Dommage que tu sois mort), la vita (L'été, l'été), l'alienazione (Comme à la radio), la pazzia (Ragilia), l'amore (Je t'aimerai) o anche l'ingiustizia sociale (C'est normal), la diseguaglianza dei sessi (Patriarcat) ed il razzismo (Y'a du lard). Dal momento che navigano tra pop, folk, electro e world music, i suoi album "L'incendie" e "Vous et nous" si possono catalogare fra i dischi più inclassificabili della scena francese.
Gli anni ottanta sono per Brigitte Fontaine e suo marito Areski Belkacem un periodo di silenzio discografico. Lontano dai riflettori, Fontaine si dedica allora alla scrittura ed al teatro. Occorrerà attendere cinque anni perché una società francese accetti di distribuire il suo nuovo album French corazon (scritto e composto fin dal 1985, ma uscito nel 1988 in Giappone, grazie al sostegno della giornalista Reiko Kidachi). Il videoclip metafisico di Nougat, diffuso in particolare sul canale di video musicali francese M6, prepara il pubblico al grande ritorno sulla scena della cantante nel 1993, al Bataclan, in occasione di un show "messo in piega" da Higelin.
Negli anni novanta, Brigitte Fontaine si avvicina agli universi di Björk e Massive Attack sperimentando nuove forme musicali, più elettriche e, soprattutto, elettroniche che prima. I suoi testi si contraddistinguono per un ritorno ad una forma di versificazione più classica. La pubblicazione dell'album Genre humain, nel 1995, incontra un bel successo, tanto presso la critica che il grande pubblico, con titoli comici come Conne (prodotto con Étienne Daho), lirici come La femme à barbe o poetici come Il se mêle à tout ça... Nel 1997, esce Les Places ed il suo titolo-faro Ah que la vie est belle!. Quest'album è arricchito dalle collaborazioni del fido Areski Belkacem, del grande-fratello di cuore Jacques Higelin e di un nuovo complice di gioco: Alain Bashung. Soprattutto, le canzoni rivelano un'ispirazione rinnovata.
Dischi d'oro, i suoi album Kékéland (2001) e Rue Saint-Louis en île (2004) hanno beneficiato di collaborazioni prestigiose (Noir Désir, i Sonic Youth, Archie Shepp, Matthieu Chedid, Gotan Project, Zebda, ecc.). Il suo sedicesimo album, Libido (2006), riallaccia il nodo con l'energia viva dei suoi concerti in un ambiente molto "baroque'n'roll", dove sono convocati Thérèse d'Avilla, i soufis, le pellicole hollywoodiane, Melody Nelson e molti paradossi.
Il pubblico di Brigitte Fontaine si è in particolare ampliato a partire dall'inizio degli anni 2000 e le sue apparizioni televisive non sono state mai banali. Disturbante e sovversiva, Brigitte Fontaine lo è sempre stata nelle sue performance, poiché quando firma il manifeste des 343 salopes nel 1971, si esprime contro la guerra in Iraq o sostiene i sans-papier negli anni Sarkozy.

## Discografia
- Chansons décadentes et fantasmagoriques, 1965
- Maman, j'ai peur (con Jacques Higelin), 1966
- Les encerclés (con Jacques Higelin), 1968
- Brigitte Fontaine est folle, Saravah, 1968 (con la partecipazione di Jean-Claude Vannier)
- Comme à la radio, Saravah, 1970 (con l'Art Ensemble of Chicago)
- Brigitte Fontaine (con Julie Dassin e Areski Belkacem), Saravah, 1972
- Je ne connais pas cet homme (con Areski Belkacem, Antoine Duhamel), Saravah, 1973
- L'Incendie (con Areski Belkacem), BYG Records, 1974
- Le Bonheur (con Areski Belkacem), Saravah, 1975
- Vous et nous (con Areski Belkacem), Saravah, 1977
- Les églantines sont peut-être formidables (con Areski Belkacem), RCA-Saravah, 1979
- French corazon, Midi/EMI, 1990
- Genre humain, Virgin, 1995 (con la collaborazione di Étienne Daho in quattro brani)
- Les palaces, Virgin, 1997 (con la collaborazione di Alain Bashung)
- Le nougat, riedizione dell'album French corazon (senza il pezzo French corazon e il duo D'ailleurs con Jacques Higelin), Virgin, 1999
- Morceaux de choix, compilation, Virgin, 1999
- Kékéland, Virgin, 2001 (con la collaboration di Sonic Youth in due titoli, di -M-, Georges Moustaki, Ginger Ale, Archie Shepp, Noir Désir in titolo, mentre Brigitte Fontaine partecipa ad un titolo dell'album Des visages des figures)
- Rue Saint Louis en l'île, Virgin, 2004 (con la partecipazione di Matthieu Chedid, Mouss et Hakim dei Zebda e Gotan Project)
- Libido, Polydor, 2006 (con la partecipazione di Jean-Claude Vannier)
- Prohibition, Polydor, 2009 (con la partecipazione di Grace Jones, Ivor Guest e Philippe Katerine)
- L'un n'empêche pas l'autre, Polydor, 2011  (con la partecipazione di Grace Jones, Ivor Guest, Bertrand Cantat, Jacques Higelin, Christophe, Emmanuelle Seigner, Matthieu Chedid, Alain Souchon, Arno, Richard Galliano)